# Martín de Barúa
Martín Barúa de Picaza (Bilbao, España, e/ marzo y el 10 de junio de 1677 - Buenos Aires, gobernación del Río de la Plata, 18 de agosto de 1739) era un militar español que fue asignado en el cargo de teniente de gobernador de Santa Fe entre los años 1715 y 1722, excepto en 1716, y luego sería nombrado gobernador del Paraguay desde 1725 hasta 1730 y durante esta última gestión fundó las actuales ciudades de Carapeguá en 1725 y de Itauguá en 1728.

## Biografía
Martín de Barúa había nacido entre los meses de marzo y junio de 1677 en la ciudad de Bilbao del señorío de Vizcaya, el cual formaba parte de la Corona de España, y fue bautizado el 10 de junio del año de nacimiento.
Desde el 1 de enero de 1712, el capitán Martín de Barúa ocupó el cargo de juez recaudador de la Real Hacienda.
El 26 de septiembre de 1714 el capitán Barúa informó al cabildo santafesino que el gobernador rioplatense Alonso de Arce y Soria lo había designado teniente de gobernador de Santa Fe, por lo cual expresó su complacencia, y el 28 del corriente juró y asumió su cargo, constituyéndose en sus fiadores los capitanes Manuel de la Sota y Francisco García de Piedrabuena.
Dicho cargo de teniente de gobernador lo ocupó hasta principios de 1716 y volvió a tomar el mando al iniciar el siguiente año de 1617 hasta que lo dejó definitivamente en el año 1722.
Por orden del virrey peruano José de Armendáriz, marqués de Castelfuerte, el gobernador bonaerense Bruno Mauricio de Zabala fue a la ciudad de Asunción para poner al frente de la gobernación del Paraguay a Martín de Barúa el 4 de mayo de 1725.
Durante su gestión de gobierno fundó las actuales ciudades de Carapeguá el 14 de mayo de 1725 y de Itauguá el 27 de junio de 1728, y de esta forma ocupó el cargo hasta que fue destituido por Ignacio de Soroeta el 28 de diciembre de 1730, por haberse aliado a José de Antequera y Castro.
Finalmente el vasco-español Martín de Barúa fallecería el 18 de agosto de 1739 en la ciudad de Buenos Aires, capital de la gobernación del Río de la Plata y la cual a su vez era una entidad autónoma del Virreinato del Perú.

## Familia y Descendencia
Martin Barúa es hijo de Martin Barua Irazabal y de Luisa Picaza Ercasti, Previo a trasladarse al Río de la Plata don Martín de Barúa Picaza había casado el 22.1X.1705 en la parroquia del Señor Santiago de Bilbao con Doña María Theressa Albinarrate Basozabal, era hija legítima de Melchor de Albinarrate Orue bautizado en Amurrio el 9.V.1655 y de Ángela de Basosabal Uruburu; nieta paterna de Mateo de Albinarrate Salazar y de Catalina Ortiz de Orue Suso. Fueron padres de:
- Don Joaquín José de Barúa Albinarrate. Bautizado en Bilbao el 12.X.1706, pasó al Río de la Plata junto a su padre en 1712. Fue sacerdote del clero secular. Comerciaba con yerba del Paraguay. Integró la cofradía “Hermandad de la Caridad de Buenos Aires” de la que fue electo consultor en 1734, Murió de treinta y dos años, poco antes que su padre, en Buenos Aires en 1739.[7]
- Don José Antonio de Barúa Albinarrate. Bautizado en Bilbao el 13.1X.1707. Ha de haber muerto a poco de nacer.[7]

Estando en Santa Fe tuvo un hijo con una mujer casada Águeda Maciel y Cabral de Melo esposa del capitán Joseph Ramón Márquez Montiel, hija del capitán Baltazar Maciel de la Cueva y de Gregoria Cabral de Melo y Delgado, nieta materna del Gral. Manuel Cabral de Melo y Alpoin y Doña Juana Delgado de Espinoza. Fueron padres de:
- Sargento Mayor Francisco de Barúa: nació en 1718 en Santa Fe de la Vera Cruz, murió en 26 de agosto de 1773 Potosí, Bolivia; se casó en Villa Rica del Espíritu Santo con Doña María Josefa Cavallero Bazán y López Duarte, única hija del Capitán y Alcalde de primer voto de Villa Rica Don Ventura Caballero Bazán y Marecos de Castro y de Doña Ignacia López Duarte y Fernández de Mora.[7][8] Des este matrimonio nacieron:[9]
- Doña Josepha de Barúa y Cavallero Bazán  casada con Joseph Fernández de la Mora,[10] tuvieron dos hijos Bárbara Fernández de Mora y Barúa,[11] y Juana Leona Fernández de la Mora y Barúa[12]
- Doña Águeda de Barúa y Cavallero Bazán casada con el Sargento Mayor Francisco Antonio de Lemus,[13] sus hijos fueron: Francisca Solana Lemus y de Barúa, Águeda de Lemus y de Barúa, Joaquín Ventura de Lemus y de Barúa, José Manuel de Lemus y de Barúa, Juana María de Lemus y de Barúa, Francisco Lemus y de Barúa, Judas Tadeo de Lemus y de Barúa, María Bárbara de Lemus y de Barúa, y María Inés de Lemus y de Barúa
- Don José Martin de Barúa y Cavallero casado con Doña María Antonia Duarte López
- Don Francisco Ventura de Barúa y Cavallero Bazan casado con Doña Carmela Fernández de Mora
- Doña María Ygnacia de Barúa y Cavallero Bazán casada con Don Jorge Fernández de Mora
- Don Pedro Joseph de Barúa y Cavallero Bazán casado con María Josefa López de Villamayor[7]